# 江南弹药厂旧址
31°10′52″N 121°26′47″E / 31.18105°N 121.44626°E
江南弹药厂旧址，原称江南制造总局分厂，现在为上海龙华机械厂（又名中国人民解放军第七三一五工厂铁柱厂房），位于上海徐汇区龙华街道龙华路2577号（龙华烈士陵园北部）。2014年，该建筑旧址经上海市人民政府定为第八批上海市文物保护单位。

## 沿革
1862年，李鸿章在上海创办江南制造局。1870年，丁日昌、冯骏光等建造弹药厂，又称龙华黑药厂，为中国最早的军工厂之一，先后曾有淞沪护军使署、淞沪商埠督办公署和国民党淞沪警备司令部等机构设置于此。现存铁柱厂房是最早的翻砂车间，建于1876年，建筑面积933平方米，砖砌外墙，屋架全部铁制，用12根铁柱支撑。